# Crytea superbula
Crytea superbula är en stekelart som beskrevs av Heinrich 1968. Crytea superbula ingår i släktet Crytea och familjen brokparasitsteklar. Inga underarter finns listade i Catalogue of Life.